# Soembavechtkwartel
De soembavechtkwartel (Turnix everetti) is een vogel uit de familie Turnicidae (Vechtkwartels). Deze vogel is genoemd naar de Britse natuuronderzoeker Alfred Hart Everett.

## Verspreiding en leefgebied
Deze soort is endemisch op het Indonesische eiland Soemba.

## Status
De grootte van de populatie wordt geschat op 2500-10.000 volwassen vogels. Op de Rode lijst van de IUCN heeft deze soort de status kwetsbaar.